# Zdeněk Macháček (politik)
Zdeněk Macháček (24. října 1920 Letovice – ?) byl český a československý politik a bezpartijní poslanec Sněmovny lidu Federálního shromáždění za normalizace.

## Biografie
K roku 1971 a 1976 se profesně uvádí jako lékárník OÚNZ Svitavy, k roku 1981 okresní lékárník OÚNZ Svitavy.
Ve volbách roku 1971 zasedl do Sněmovny lidu (volební obvod č. 81 - Svitavy, Východočeský kraj). Mandát obhájil ve volbách roku 1976 (obvod Svitavy). Ve Federálním shromáždění setrval do konce funkčního období, tedy do voleb v roce 1981. Pokračoval v dalším volebním období do voleb v roce 1986.